# Aorangia kapitiensis
Aorangia kapitiensis là một loài nhện trong họ Amphinectidae. Loài này phân bố ở New Zealand.